# Vila Redenção
Vila Redenção é um bairro localizado na região sul de Goiânia. Foi criado em 1965, pelo prefeito Iris Rezende. De fato, o bairro foi o primeiro conjunto habitacional popular da cidade, fruto de uma administração, para muitos, populista..
Embora o bairro tenha sido concebido para abrigar famílias de baixa renda, hoje em dia a maior parte destas famílias não vive mais na Vila Redenção. Sua proximidade com o tradicional Flamboyant Shopping Center, hipermercados e outros importantes pontos de lazer transformou toda a região.
Segundo dados do Instituto Brasileiro de Geografia e Estatística (IBGE), divulgados pela prefeitura, no Censo 2010 a população da Vila Redenção era de 5 713 pessoas.